# André Blaise
André Blaise (Soumagne, 10 de enero de 1888-Verviers, mayo de 1941) fue un ciclista belga que corrió en los años previos a la Primera Guerra Mundial. A lo largo de su carrera consiguió 12 victorias. El 1912 acabó segundo en la Vuelta en Bélgica y tercero en la Lieja-Bastogne-Lieja.

## Palmarés
- 1908
  - 1.º en la Heuseux-Bastogne-Heuseux
  - 1.º en la Arlon-Aywaille
  - 1.º en la Blégny-Sint-Truiden- Blégny
  - 1r en la Bruselas-Micheroux
  - 1.º en Lieja
  - 1.º en la Mortier-Houffalize- Mortier
  - 1.º en la Soumagne-Bastogne-Soumagne
  - 1.º en la Trooz - Durbuy
- 1910
  - 1.º en la Heuseux-Namur-Heuseux
  - 1.º en la Soumagne-Bastogne-Soumagne
- 1911
  - Vencedor de una etapa de la Vuelta en Bélgica
- 1914
  - 1.º en el Gran Premio de Chateaurenard

## Resultados al Tour de Francia
- 1909. Abandona (3.ª etapa)
- 1910. 8.º de la clasificación general
- 1911. Abandona (3.ª etapa)
- 1912. Abandona (4.ª etapa)
- 1914. Abandona (4.ª etapa)